# Ge Chutong
Ge Chutong (chinesisch 葛楚彤; * 23. September 2003 in Shandong) ist eine chinesische Schwimmerin. Sie gewann bei Olympischen Spielen eine Bronzemedaille. Bei Weltmeisterschaften erhielt sie bis 2024 einmal Bronze auf der 50-Meter-Bahn. Bei Asienspielen erschwamm sie eine Goldmedaille.

## Sportliche Karriere
Bei den Chinesischen Nationalspielen 2021 belegte Ge Chutong den zweiten Platz über 400 Meter Lagen und den vierten Platz über 200 Meter Lagen. 2022 bei den Weltmeisterschaften in Budapest schied Ge Chutong über 200 Meter Lagen im Halbfinale aus. Die 4-mal-200-Meter-Freistilstaffel wurde Vierte, hier war Ge Chutong nur im Vorlauf dabei. Über 400 Meter Lagen wurde Ge Chutong Sechste. Ende 2022 bei den Kurzbahnweltmeisterschaften in Melbourne schwamm Ge Chutong in den Vorläufen über 400 Meter Lagen die 21. Zeit.
Ein halbes Jahr später bei den Weltmeisterschaften in Fukuoka wurde Ge Chutong Zwölfte der Vorläufe über 400 Meter Lagen. Die 4-mal-200-Meter-Freistilstaffel mit Li Jiaping, Ge Chutong, Yang Peiqi und Ai Yanhan schwamm die viertbeste Vorlaufzeit. Im Final erreichten Li Bingjie, Li Jiaping, Ai Yanhan und Liu Yaxin den dritten Platz hinter den Australierinnen und dem US-Team. Alle sechs beteiligten Chinesinnen erhielten eine Bronzemedaille. Ab Ende September 2023 wurden in Hangzhou die Asienspiele 2022 abgehalten. Ge Chutong wurde Vierte über 400 Meter Lagen. Für ihren Vorlaufeinsatz in der 4-mal-200-Meter-Freistilstaffel bekam sie eine Goldmedaille.
Bei den Olympischen Spielen in Paris erreichte die 4-mal-200-Meter-Freistilstaffel mit Tang Muhan, Kong Yaqi, Ge Chutong und Liu Yaxin das Finale mit der drittschnellsten Vorlaufzeit. Im Endlauf schwammen Yang Junxuan, Li Bingjie, Ge Chutong und Liu Yaxin zehn Sekunden schneller als die Vorlaufstaffel und wurden Dritte hinter den Australierinnen und dem Quartett aus den Vereinigten Staaten.